# Pablo Fernández Blanco
Pablo Fernández Blanco (Candás, Asturias, 17 de septiembre de 1996), más conocido como Pablo Fernández, es un futbolista español que juega como delantero en el Club Gimnàstic de Tarragona de la Primera Federación.

## Trayectoria
Pablo Fernández es un delantero centro formado en Mareo y tras debutar en 2015 con el Real Sporting de Gijón "B" en la Segunda División B de España, militó durante cinco temporadas en el filial gijonés con el que disputó 113 partidos entre los grupos I y II.
El 5 de abril de 2017, hace su debut con el primer equipo del Real Sporting de Gijón en la Primera División de España, disfrutando de minutos en un encuentro frente al Málaga Club de Fútbol, en un encuentro que acabaría en derrota por cero goles a uno para su equipo. Cinco días después, volvería a disputar minutos en un encuentro frente a a la Real Sociedad.
El 18 de agosto de 2018, sería titular con el primer equipo del Real Sporting de Gijón en un encuentro de la primera jornada de liga frente a la A. D. Alcorcón en la Segunda División de España, en el que disputa 74 minutos de partido.
El 5 de julio de 2019, firma por la U. E. Cornellà de la Segunda División B de España. En el conjunto barcelonés jugaría durante dos temporadas en las que anota 10 goles en 52 partidos oficiales de liga y disputa dos promociones de ascenso de categoría a Segunda División de España y Primera Federación, respectivamente.
El 28 de junio de 2021, firma por el Club Gimnàstic de Tarragona de la Primera Federación.

## Clubes
| Club                        | País   | Año             |
| --------------------------- | ------ | --------------- |
| Real Sporting de Gijón "B"  | España | 2015−2019       |
| Real Sporting de Gijón      | España | 2017-2018       |
| Unió Esportiva Cornellà     | España | 2019-2021       |
| Club Gimnàstic de Tarragona | España | 2021-Actualidad |